# 周恢
周恢（?—?），字弘武，西晉汝南安成（今江西安福县）人。
安东将军周浚之堂弟。有美才，与潘岳、陆云、左思、和郁等并称金谷二十四友。早年仕秦国相，秩中二千石，官至散骑常侍。時人刘讷稱周弘武“巧于用短”。
周恢一女为司马遐的正妻，司马覃的母亲，另一女為諸葛玫之妻。妻子乃司马馗之女、司马越姑姑。子周穆，吏部郎。